# Vince Gilligan
George Vincent "Vince" Gilligan, Jr. (Richmond, 10 de fevereiro de 1967) é um roteirista, diretor e produtor de televisão estadunidense, sendo mais conhecido por ter sido o criador da famosa série Breaking Bad, vencedora do Emmy de melhor série dramática em 2013 e 2014, e de sua série spin-off Better Call Saul. Vince também é reconhecido por trabalhar na série The X-Files e ser co-criador de sua série derivada The Lone Gunmen.
Ambos Breaking Bad e Better Call Saul receberam aclamação de crítica generalizada, com Gilligan ganhando dois Primetime Emmy Awards, seis Writers Guild of America Awards, dois Critics' Choise Television Awards e Producers Guild of America Awards, um Directors Guild of America Awards e um BAFTA. Vince Gillingan co-escreveu o roteiro do filme Hancock. Também escreveu e dirigiu o filme El Camino: A Breaking Bad Movie, lançado em 11 de outubro de 2019.